# Domestik
Domestik är ett stadigt tuskaftat bomullstyg som är detsamma som blekt kattun utan tryck. På senare tid har man även infört inblandning av syntetmaterial, t.ex. 50 % polyester, och tyget förekommer även enfärgat. Används bl a till lakan och enklare skyddskläder.
Ordet domestik är en försvenskning av engelska ordet domestic,  hemgjord, inhemsk, av latin domesticus..